# Палац Шайо
Палац Шайо (фр. Palais de Chaillot) — палац, розташований в Парижі. Побудований за проєктом Л. Буало, Ж. Карло і Л. Азема до Всесвітньої виставки 1937 року на місці, де раніше стояв палац Трокадеро (фр. Palais du Trocadéro). У палаці Шайо розмістилися кілька музеїв: Музей людини, Морський музей, Музей архітектури.

## Архітектура
Палац Шайо розташований в 16-му окрузі Парижа навпроти Ейфелевої вежі (на протилежному березі Сени), він складається з двох великих павільйонів, що розходяться дугами в обидва боки. Між павільйонами розташований майданчик, з якого відкривається вид на Ейфелеву вежу. Тут починається садово-парковий комплекс Трокадеро зі сходами і найбільшими фонтанами Парижа.

## Палац Трокадеро

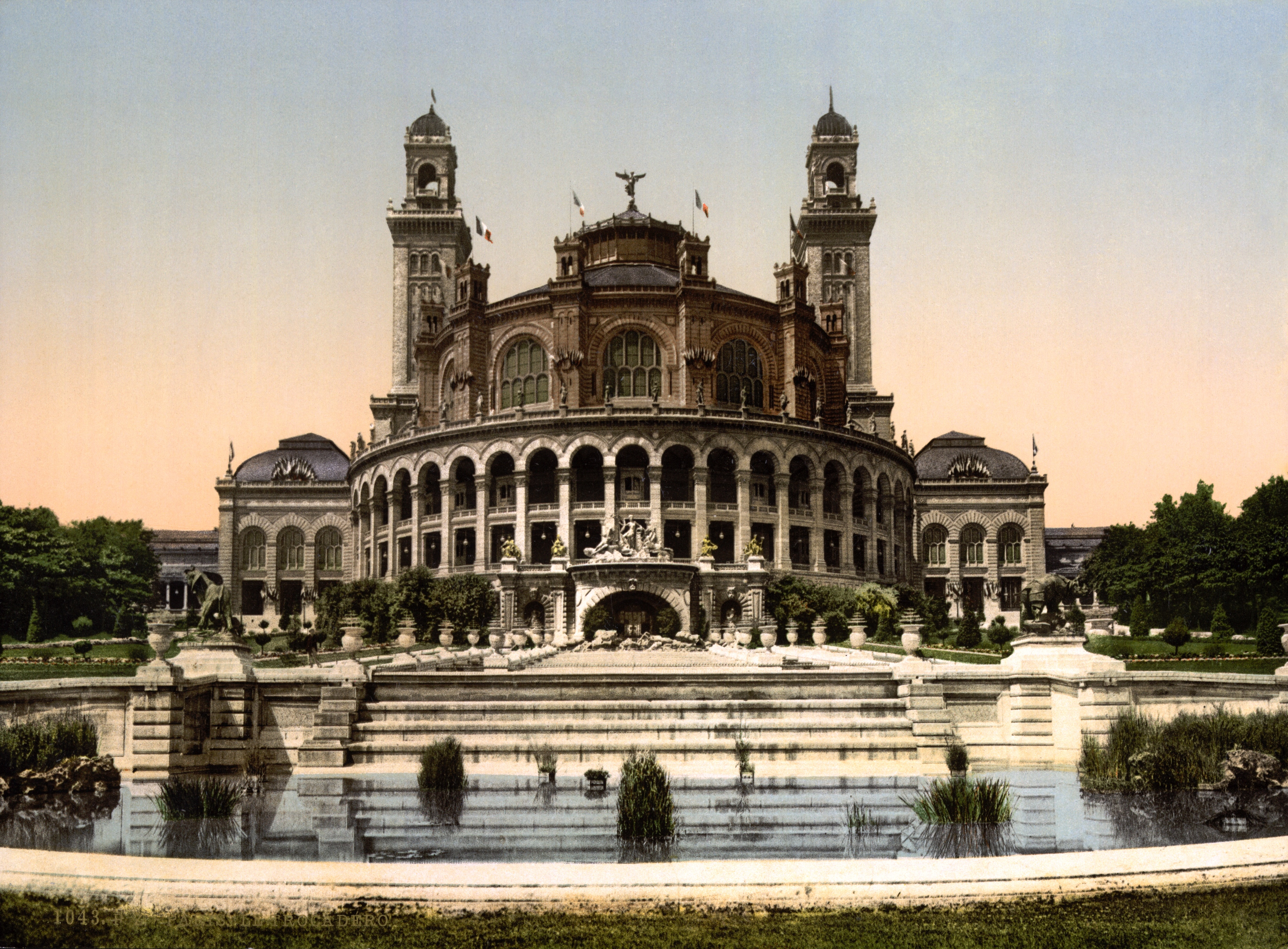
Палац Трокадеро під час Всесвітньої виставки 1900 року

Палац Трокадеро був споруджений з нагоди Всесвітньої виставки 1878. Це велика будівля завдовжки 706 м з двома флігелями і двома баштами, побудована в мавританському стилі з елементами візантійської архітектури. У палаці розмістився концертний зал, в якому був встановлений орган, що його згодом переправили в Ліон, де він згорів під час пожежі. Фасад будівлі був прикрашений 22-ма «статуями влади», що позначають на той час найвпливовіші країни. Палац Трокадеро часто служив місцем для з'їздів і конференцій. Будівля простояла до 1937 року, коли на її місці було вирішено побудувати новий палац Шайо.

## Палац Шайо в кінематографі
Палац став місцем дії багатьох фільмів, таких як «Сіко» (2007), «28 тижнів опісля» (2007), «Час пік 3» (2007), «Французький поцілунок» (1995), «Чотириста ударів» (1959) та інші.